# Гней Огулний Гал
Гней Огулний Гал (на латински: Gnaeus Ogulnius Gallus) е политик на Римската република. Произлиза от плебейската фамилия Огулнии.

## Политическа кариера
През 300 пр.н.е. Гней Огулний Гал e народен трибун заедно с брат му Квинт Огулний Гал. Двамата издават закона Lex Ogulnia, който позволява и на плебеите достъп до жрецските служби.
През 296 пр.н.е. е едил с барт си. С пари от глобите те построяват на римските създатели Ромул и Рем един бронзов паметник.